# 9.º Comando Administrativo Aéreo
El 9.º Comando Administrativo Aéreo (Luftgau-Kommando. 9) fue una unidad militar de la Luftwaffe durante la Segunda Guerra Mundial.

## Historia
Formado el 1 de abril de 1936 en Hannover (conocida inicialmente como Comando Administrativo Hannover). El 1 de septiembre de 1936 es renombrado Comando Administrativo Aéreo Armado Braunschweig, y el 6 de octubre de 1936 como VII Comando del Distrito Aéreo. Reformado el 1 de abril de 1937 en Hannover. El 12 de octubre de 1937 es renombrado IX Comando Administrativo Aéreo. El 4 de febrero de 1938 es renombrado XI Comando Administrativo Aéreo.

## Comandantes
- Coronel Max Mohr – (1 de abril de 1936 – 6 de octubre de 1936)
- Coronel Bloem – (1 de abril de 1937 – 1 de agosto de 1937)
- Coronel Friedrich Cranz – (1 de agosto de 1937 – 4 de febrero de 1938)

### Jefes de Estado Mayor (Ia)
- Capitán Walter Donaubauer – (1 de agosto de 1937 – 4 de febrero de 1938)

## Bases
| 1 de abril de 1936 – 1 de septiembre de 1936   | Hannover     |
| 1 de septiembre de 1936 – 6 de octubre de 1936 | Braunschweig |
| 1 de abril de 1937 – 4 de febrero de 1938      | Hannover     |

## Subordinado
| 1 de abril de 1936 – 6 de octubre de 1936    | IV Comando del Distrito Aéreo  |
| 1 de abril de 1937 – 12 de octubre de 1937   | VII Comando del Distrito Aéreo |
| 12 de octubre de 1937 – 4 de febrero de 1938 | 7.º Comando del Distrito Aéreo |